# Murray Park
Murray Park, qui se situe dans le village d'Auchenhowie, faisant partie de Milngavie, à 10 kilomètres au nord de Glasgow, est le centre d'entraînement et le centre de formation du club des Glasgow Rangers. Le complexe comprend aussi un stade où sont jouées les rencontres à domicile de l'équipe des moins de 19 ans du club, ainsi que de manière occasionnelle de l'équipe réserve et certains matches amicaux de l'équipe première.

## Histoire
Ce centre est créé sous l'impulsion de l'entraîneur Dick Advocaat. Il est achevé en 2001 après trois ans de travaux pour un coût de 14 millions de livres sterling. Ce complexe qui possède neuf terrains de football et une série d'équipements high-tech est l'un des centres de formation et d'entraînement les mieux dotés du monde.
Le complexe de Murray Park a également abrité l'équipe nationale d'Écosse à plusieurs reprises ainsi que l'équipe nationale de Corée du Sud lors de sa préparation pour la Coupe du monde 2006.
En 2018, le nom du centre est modifié en Hummel Training Centre.